# Borolia internata
Borolia internata är en fjärilsart som beskrevs av Heinrich Benno Möschler 1884. Borolia internata ingår i släktet Borolia och familjen nattflyn. Inga underarter finns listade i Catalogue of Life.